# Sklabiná
Sklabiná és un poble i municipi d'Eslovàquia. Es troba a la regió de Banská Bystrica.

## Història
La primera menció escrita de la vila es remunta al 1330.

## Demografia
| Godina             | 1994 | 2004   | 2014   | 2024   |
| ------------------ | ---- | ------ | ------ | ------ |
| Nombre de persones | 789  | 867    | 870    | 912    |
| Diferència         |      | +9,88% | +0,34% | +4,82% |

| Godina             | 2023 | 2024   |
| ------------------ | ---- | ------ |
| Nombre de persones | 908  | 912    |
| Diferència         |      | +0,44% |